# Lesjy
Lesjy (av les, skog) är en skogarnas ande eller gud i slavisk mytologi. 
Lesjy beskrivs som en gammal man, med gröna eller orange kattliknande ögon samt långt hår. Denna skogsande ansågs kunna ändra sin gestalt och förvandlas till ett djur eller en växt.
Lesjy ansågs vara en god ande, som värnade om sin skog och livet i den. Om skogen var fin, ljus, lätt att andas i, med många bär och svampar, innebar det att en god Lesjy tog hand om den. Om skogen var mörk, dyster och svår att hitta i, så hade Lesjy antingen ett avtal med Tjernobog, eller så var han död.
I slavisk mytologi hade varje skog sin egen skogsande, och allting i skogen tillhörde just den: alltifrån bär, svampar, träd, växter och djur. 
Om skogens besökare hade för avsikt att förstöra Lesjys egendom, alltså skada skogen, kunde han skrämma dem och få dem att gå vilse. Men Lesjy kunde också hjälpa sina goda besökare att hitta vägen om de skulle ha gått vilse.